# Type O Negative
Type O Negative – amerykańska grupa muzyczna wykonująca muzykę z pogranicza doom metalu i gothic metalu. Powstała w 1990 roku w Nowym Jorku. W 2010 roku po śmierci lidera Type O Negative – Petera Steele'a – grupa została rozwiązana.
W 2023 roku magazyn Rolling Stone umieścił utwór, o nazwie Black No. 1 (Little Miss Scare-All), zespołu Type O Negative, wśród 100 najlepszych heavymetalowych utworów wszech czasów.

## Muzycy
Ostatni skład zespołu
- Peter Steele (zmarły) – śpiew, gitara basowa, gitara, instrumenty klawiszowe (1990–2010)
- Kenny Hickey – gitara prowadząca, gitara rytmiczna, śpiew (1990–2010)
- Josh Silver – instrumenty klawiszowe, śpiew (1990–2010)
- Johnny Kelly – perkusja, śpiew (1994–2010)

Byli członkowie
- Sal Abruscato – perkusja, śpiew (1990–1993)

## Historia

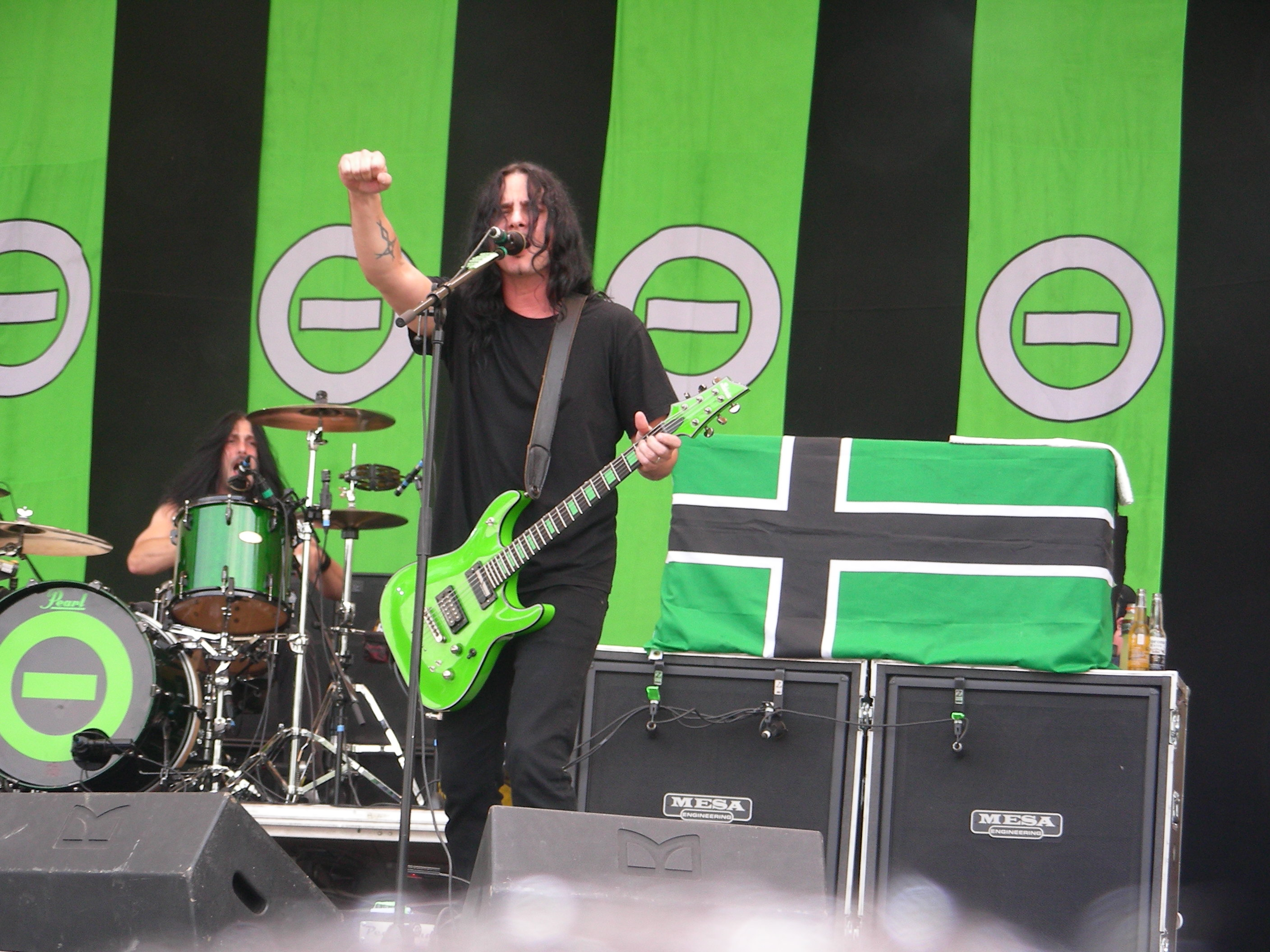
Kenny Hickey podczas koncertu na festiwalu Gods of Metal w 2007

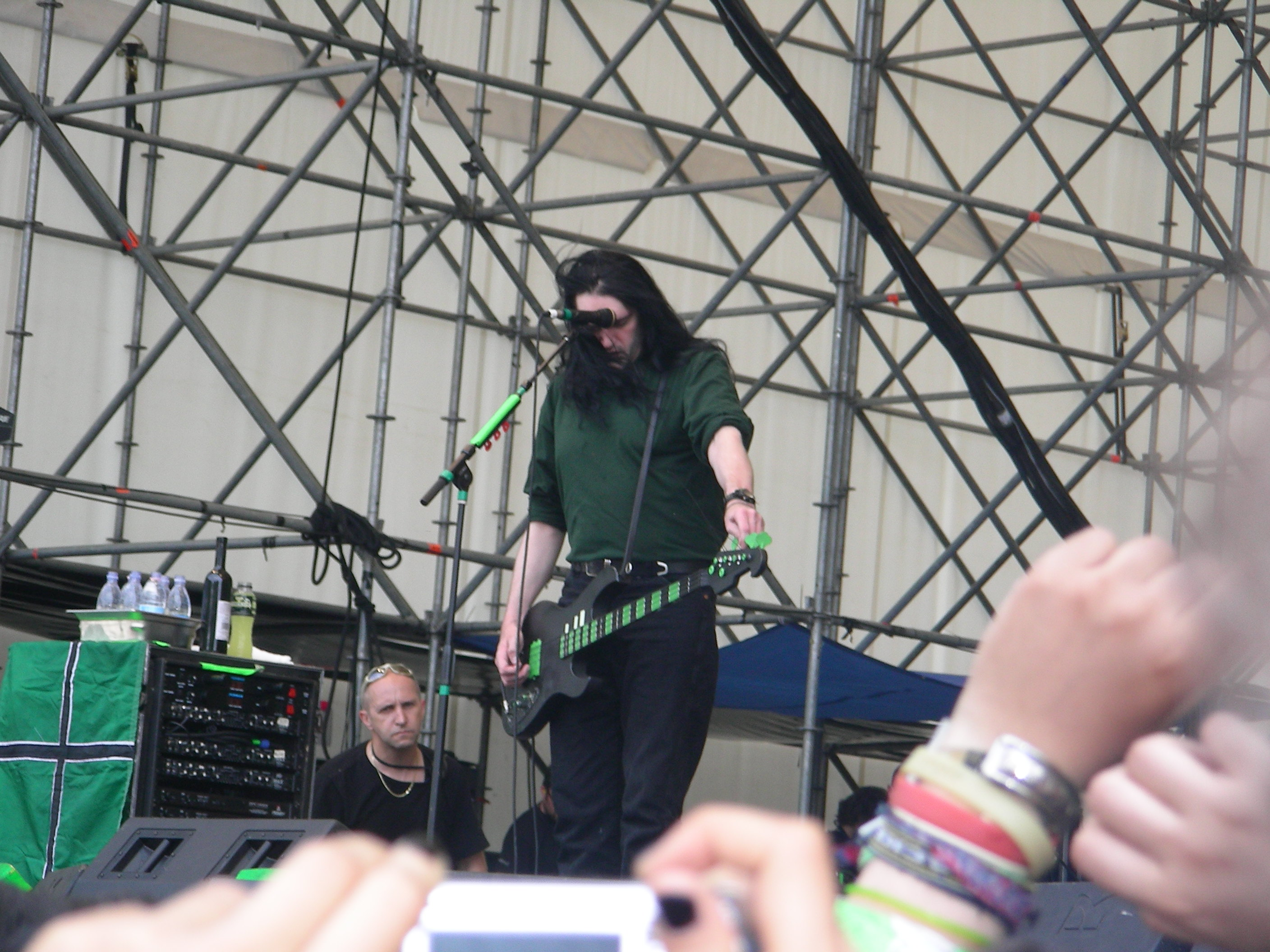
Peter Steele podczas koncertu na festiwalu Gods of Metal w 2007

Początek Type O Negative wiąże się z grupami Fallout oraz Carnivore, które były poprzednimi zespołami Petera Steela. Podczas jednego z ostatnich koncertów Carnivore, muzyk już brał pod uwagę założenie nowego zespołu i gdy w 1990 roku grupa rozpadła się, wkrótce potem, po namowach przyjaciela i perkusisty Sala Abruscato, powstał zespół Subzero. Do jego składu zwerbowani zostali gitarzysta Kenny Hickey, zaś dzięki Steelowi, Josh Silver, keyboardzista, który występował poprzednio w formacji Fallout.
W 1991 roku ukazał się debiutancki album zespołu zatytułowany Slow Deep and Hard. Nagrania trwały sześć tygodni w studiu Silver Records. Wkrótce po wydaniu płyty, to jest w listopadzie 1991 roku, Type O Negative rozpoczął serię koncertów wraz z zespołami Biohazard i The Exploited. W roku 1992 ukazała się nowa płyta o tytule The Origin of the Feces. Album w założeniu miał sprawiać wrażenie wydawnictwa koncertowego, jednakże odgłosy publiczności zostały w rzeczywistości nagrane w studiu. Druga płyta długogrająca powstała w roku 1993. Album zatytułowany Bloody Kisses spotkał się z pozytywnym przyjęciem ze strony krytyków muzycznych oraz wysokim nakładem w Stanach Zjednoczonych. W tekstach zespół nawiązał do takich zagadnień jak seks, chrześcijaństwo, śmierć, a także wampiryzm. W ramach promocji zostały zrealizowane teledyski do utworów "Black No.1" i "Christian Woman".
Mimo wielkiego sukcesu Bloody Kisses, latem tego samego roku z zespołu odszedł Sal Abruscato, którego zastąpił Johnny Kelly. W nowym składzie muzycy koncertowali przez kolejne dwa lata, towarzysząc m.in. takim zespołom jak Pantera, Danzig, Godflesh, Nine Inch Nails, Queensrÿche oraz Mötley Crüe. 4 października 1994 roku ukazała się kaseta wideo VHS pt. For When It Rains z piosenkami "Black No. 1 (Little Miss Scared-All)" i "Christian Woman". W 1995 roku zespół rozpoczął prace nad kolejnym albumem studyjnym. W 1996 roku ukazała się płyta October Rust. Wydawnictwo promowały single "My Girlfriend's Girlfriend" oraz "Love You To Death", a także nowa trasa koncertowa. 24 czerwca 1996 Type o Negative po raz pierwszy wystąpił w Polsce we Wrocławiu na Wyspie Słodowej podczas koncertu Rock on Island. Zespół rozpoczął trasę mając ustalone występy wraz z grupą Sepultura i Ozzy'm Osbourne’em. W marcu 1998 roku ukazała się druga kaseta VHS Type O Negative, pt. After Dark. Pod koniec września 1999 roku został wydany kolejny album Type O Negative, pt. World Coming Down. Do tejże płyty został zrealizowany teledysk "Everything Dies". W październiku 2000 roku ukazała się kompilacja nagrań zespołu zatytułowana The Least Worst of. Następnie zespół dał szereg koncertów wraz z Coal Chamber, Full Devil Jacket, a także The Deadlights.
W roku 2002 Peter wystąpił gościnnie na płycie niemieckiej piosenkarki Doro Pesch na jej płycie "Fight" w piosence "Descent", zaś Kenny’emu i jego żonie Bonnie urodziło się dziecko. Premiera kolejnego albumu pt. Life Is Killing Me nastąpiła 16 czerwca 2003 roku. Wkrótce po ukazaniu się nowego wydawnictwa pojawiła się limitowana edycja dwupłytowa. Po tym Type O Negative ruszył w trasę koncertową. Natomiast 8 lipca zespół wystąpił w Polsce w ramach Life Is Killing Me Tour. 14 marca 2006 roku ukazało się DVD – Symphony for the Devil. Kilka miesięcy później, 12 września 2006 roku została wydana kompilacja The best of Type O Negative.
Na nowy album fani musieli czekać aż do 19 marca 2007 roku. Dead Again nawiązywał mocno do wschodniej stylistyki. Na okładce pojawił się Rasputin, zaś wszystkie teksty na okładce płyty zapisane zostały czcionką imitującą cyrylicę. Płyta wydaje się być powrotem do korzeni, a nawet nawiązuje do stylistyki Carnivore. 14 czerwca zespół wystąpił w warszawskim klubie Stodoła. Koncert Type o Negative poprzedziły występy zespołów Desdemona i Ciryam. 4 sierpnia zespół wystąpił podczas festiwalu Przystanek Woodstock. W październiku 2009 roku podczas trasy koncertowej w Stanach Zjednoczonych Josha Silvera zastąpił klawiszowiec Scott Warren. 14 kwietnia 2010 roku zmarł wokalista i basista Peter Steele. W następstwie śmierci muzyka grupa Type O Negative została rozwiązana.

## Dyskografia

### Albumy studyjne
- Slow Deep and Hard (1991)
- The Origin of the Feces (1992)
- Bloody Kisses (1993)
- October Rust (1996)
- World Coming Down (1999)
- Life Is Killing Me (2003)
- Dead Again (2007)